# Tulum (cornamusa)
Il tulum (Laz: გუდა, romanizzato: guda) è uno strumento musicale, della famiglia delle cornamuse, originario della regione turca del Mar Nero. 

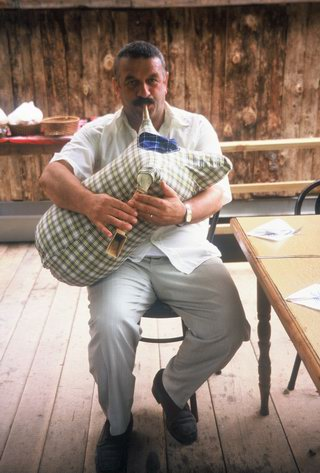
Suonatore di Tulum

È senza bordone con due chanter paralleli, ed è solitamente suonato dai Laz, (etnia turca del Mar Nero), dai popoli Hemşin e dai greci del Ponto, in particolare dai caldei. 
Il termine tulum in turco ha il significato di contenitore fatto di pelli. 
È uno strumento importante nella musica della provincia di Rize (es. aree di Pazar, Hemşin, Çamlıhemşin, Ardeşen, Fındıklı, Arhavi, Hopa), in alcuni altri distretti di Artvin e nei villaggi della catena Tatos (lo spartiacque tra le province di Rize e Trebisonda) di İspir.

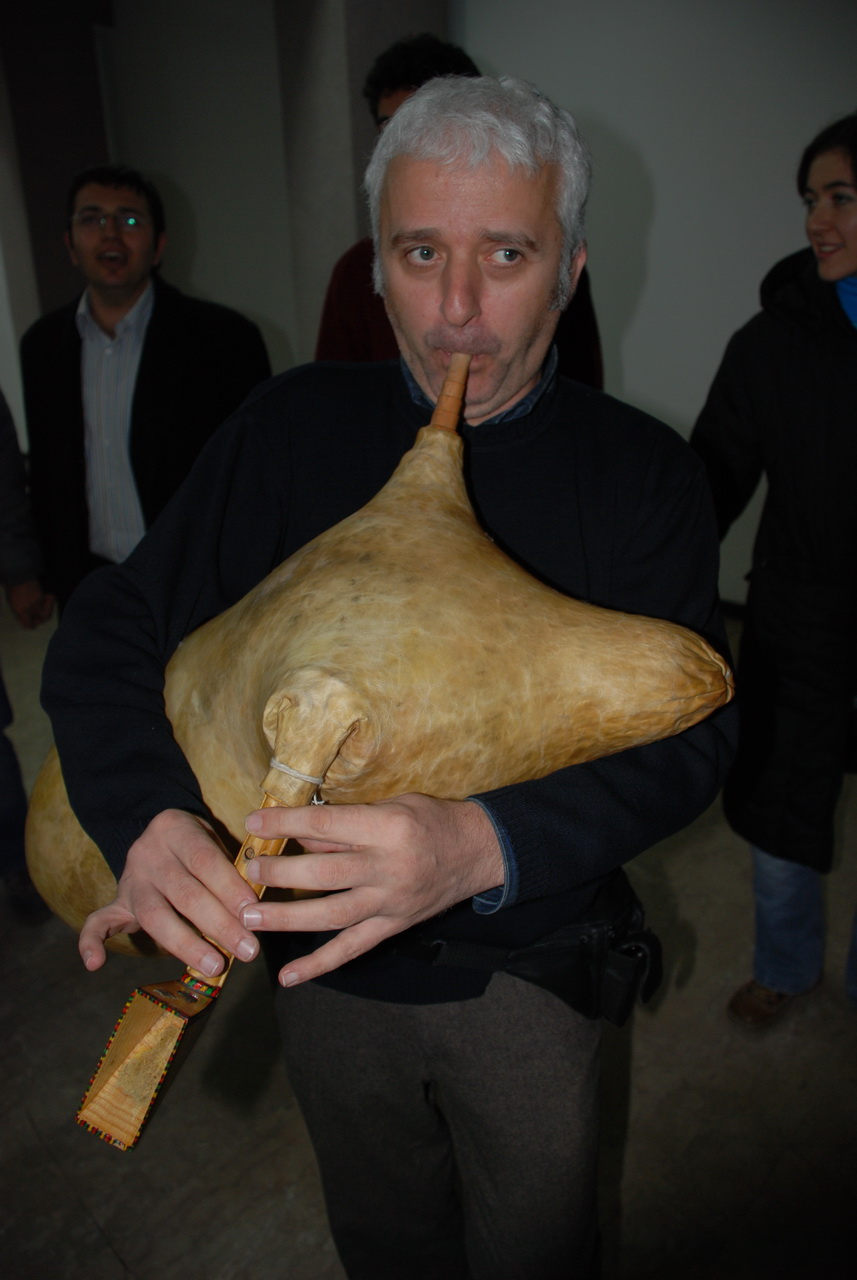
Il musicista laz Birol Topaloglu suona il tulum

È lo strumento caratteristico delle popolazioni transumanti delle province nordorientali dell'Anatolia e, come il kemençe del Mar Nero, il tulum impone il suo stile a tutta la musica da ballo e da intrattenimento della zona .

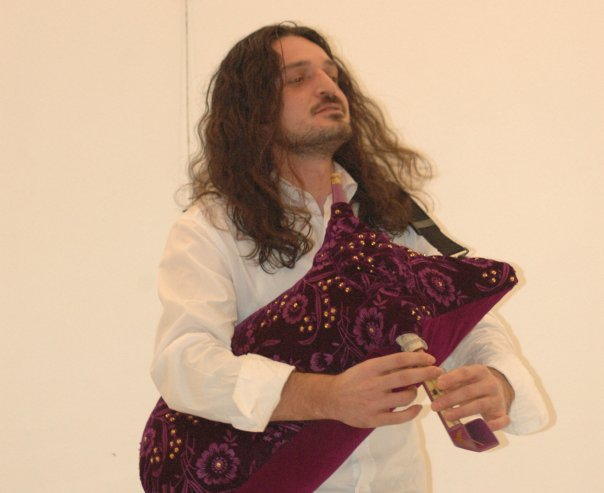
Il musicista Hemshin Behçet Gülas suona il tulum